# Důl Václav (Poruba)
Důl Václav byl kamenouhelný hlubinný důl v Porubě u Orlové jižně při silnici z Orlové do Rychvaldu. Byl v severní části petřvaldské dílčí pánve. Založen byl Rakouskou alpinskou montánní společností, v letech 1942 až 1945 byl v majetku Severní dráhy Ferdinandovy. Správní budova je kulturní památkou České republiky.

## Historie
V roce 1881 z iniciativy finančních domů, francouzské Union Générale a Rakouské zemské banky, vzniká Oesterreichische Alpine Montan Gesellschaft neboli Rakouská alpinská montánní společnost (RAMS), která sdružila postupně několik desítek důlních a železárenských podniků, především v Rakousích a Štýrsku, a náležela k největším podnikatelským subjektům v habsburské monarchii. Součástí RAMS byla firma Innské hlavní těžířstvo v jehož majetku byly propůjčky v Porubě (Orlová). V roce 1899 důlní pole mělo rozlohu 180,7 ha a do roku 1927 se rozrostlo na 473,7 ha.

### Vznik dolu Alpine / Václav
V roce 1899 byl založen Důl č. I, podle pořadí zakládání těžebních podniků. Později byl přejmenován podle společnosti na Alpine (Alpineschacht), lidově označován jako Alpinka nebo Václavka. Důlní pole bylo otevřeno dvěma jámami. V roce 1899 jámou těžní, do hloubky 340 m, po úroveň 3. patra, a jámou č. 2 větrní v roce 1903, která byla vyhloubena také na úroveň 3. patra.
V roce 1926 odkoupil majetek od společnosti RAMS, včetně dolu Alpinka, československý stát. V následujícím roce byl důl přejmenován na Václav. V roce 1938 přešlo vlastnické právo na brněnskou Čs. zbrojovku a.s. a v roce 1942 na Severní dráhu Ferdinandovu.
V roce 1945 byla uvalena národní správa a od 1. 1. 1946 se stává součástí národního podniku Ostravsko-karvinské doly. Pod novým vlastníkem byla zahájena velká rekonstrukce dolu Václav a Evžen, připravovovaná již za 2. sv. války. Při rekonstrukci se počítalo se sloučením obou závodů s převedením centra těžby na důl Václav. Prohlubování a rozšíření průřezu jámy Václav 1 se začalo už v roce 1945 a zůstalo nedokončeno těsně nad rovni plánovaného 7. patra. Organizačnímu spojení s dolem Evžen došlo v roce 1955. Oba doly byly propojeny překopem (8. patro nově prohloubené jámy Evžen).
V tomto roce byla k dolu Václav přičleněna západní část důlního pole dolu Doubrava, včetně větrní jámy Eleonora 3, která pak dostala označení Václav III.
Sloučením dolů Václav a Evžen se na oba podniky přenesl i název Čs. pionýr, který byl používán od roku 1952 pro důl Evžen, důl Václav se stal závodem č. 2.
V rámci útlumu těžby uhlí a likvidace neefektivních provozů byla těžba uhlí na dole Václav v roce 1967 urychleně ukončena. Těžní věž byla demolována, technické zařízení odstraněno. Jámy byly zasypány v roce 1973.

### Strojní a technické vybavení

#### Důl Alpine / Václav
Těžní jáma byla v roce 1902 vybavena parním těžním strojem systém Gutehoffnungshütte, vyrobeným v roce 1901 strojírnou Andritz ve Vídni.
Na větrní jámě byl instalován elektrický ventilátor typu Geissler o výkonu 300 m³/min, vyrobený v roce 1901 firmou Breitfeld Daněk z Prahy.
V roce 1902 byla zahájená těžba kamenného uhlí a postavena elektrická ústředna, která v dalším období byla společná pro důl a koksovnu. Elektrárna a kotelna byly odděleny v samostatných budovách. Kotelna měla plochu 940 m² v níž byly 4 kotly typu Garbe.
Údaje z roku 1938 uvádějí 1 kotel soustavy Breitfeld-Daněk a 3 kotly soustavy Burkhardt o celkové otopné ploše 1450 m². Kotly Burkhardt byly vytápěny koksárenským plynem. Teplota vyrobené páry byla 350 °C, tlak 15 atm. Komín u kotelny byl vysoký 70 m a v ukončení nahoře měl průměr 2,5 m. Jako palivo se používal uhelný prach a kaly. Elektrárna byla vystrojena dvěma parními turbínami dodanými firmami První brněnská strojírenská společnost z roku 1908 (montáž 1909) s alternátorem firmy Siemens-Schuckert výkon 650 kW. Druhá turbína byla dodána firmou Bergmann, Berlín, z roku 1912 včetně alternátoru s výkonem 650 kW. K pohonu turbín se uvádí: pára čerstvá (350 °C) a pára smíšená o teplotě 320 °C a tlaku 14 atm. Kondenzační zařízení dodala firma Škoda Plzeň. Původně dřevěnou 17,5 m vysokou chladicí věží obdélníkového půdorysu protékalo 700 m³/hod. chladicí vody, dodala firma Overhoff v roce 1908 a přestavěna byla v roce 1920. Elektrárna mimo jiné dodávala elektrický proud k osvětlování kolonií, úřednických bytů i cizích domů.
V roce 1908 bylo postaveno prádlo soustavy Baum s výkonem 80 tun za hodinu, třídírna soustavy Škoda o výkonu 60 tun za hodinu.
V letech 1918–1923 probíhala první rekonstrukce dolu. Těžní jáma dosáhla hloubky 580 m. Na tehdejší větrní jámě byla postavena těžní věž, strojovna a parní stroj systém Radovanovic a v roce 1923 byla přeměněna na jámu těžní a vtažnou. Těžní jáma byla vybavena ventilátory a přeměněna na jámu výdušnou. Současně byl postaven turbokompresor stlačeného vzduchu s výkonem 10 000 m³/minutu, tlak 6 atm. V roce 1929 byly ještě 2 záložní kompresory. Dvoustupňový kompresor Riedler s výkonem 2 500 m³/hodinu, poháněný dvojčitým parním strojem a záložní dvoustupňový kompresor s výkonem 1440 m³/hod., poháněný jednoválcovým parním strojem. Oba pro tlak vzduchu 6 atm.
Těžní věž větrní jámy měřila od ohlubně po osu lanovnic 22 m, lanovnice měly průměr 4 m, dosah do hloubky 500 m jednoetážovou klecí, dodáno firmou Wagner, Blro, Kruz, Gratz. Parní těžní stroj Andritz (tlak páry 10 atm.) a rychlost 10 m/s.
Těžní věž těžní jámy měřila od ohlubně po osy lanovnic 34,25 m, lanovnice měly průměr 5 m, dosah do hloubky 800 m dvouetážovou klecí, dodavatel Vítkovické železárny. Těžní klec dvouetážová pro 2 vozíky, rychlost pro těžbu 14 m/s.
Důlní voda v roce 1928 se čerpala dvěma elektrickými pístovými čerpadly s výkonem 600 l/min. na třetím patře, na pátém patře dvěma elektrickými odstředivými čerpadly s výkonem 500 l/min. a na šestém patře dvojčitým pístovým čerpadlem na vzduchový pohon o výkonu 350 l/min.
Pro vodorovnou dopravu sloužily v dole 4 benzolové lokomotivy Deutz s výkonem 14 HP a 22 HP, na třetím patře byla lanová dráha 1 450 m dlouhá, poháněná vzduchovým pohonem o výkonu 30 HP.
V letech 1905–1907 probíhala výstavba 3 km železniční vlečky, která procházela sesuvným terénem. Z důvodu vystavění mnoha opěrných zdí se stavba trati protáhla na dva roky. V roce 1927 k posunu na seřadišti sloužila jedna benzolová lokomotiva Deutz s výkonem 22 HP a jedno elektrické posunovadlo o výkonu 8 HP.

#### Koksovna
Součástí dolu Václav byla koksovna, její výstavba započala v březnu 1908, do provozu byla uvedená v červnu 1909 skupina 40 regenerativních pecí typ Oto-Hoffmann, které byly nepřetržitě v chodu do října 1921. Při modernizaci v roce 1920 až 1921 byla zde postavená nová skupina 40 koksových pecí typu KOPPERS s příslušným vytlačovacím, obsazovacím a pěchovacím zařízením. Současně byla postaven 120 m dlouhý most s řetězovou dráhou pro dopravu praného koksového uhlí z prádla do železobetonového zásobníku (věže) o objemu 500 tun. Veškeré zařízení zahájilo provoz v roce 1923. Objem kosové pece byl 950 kg suchého uhlí, koksovací doba 24 až 25 hodin. Koksárenský plyn se spaloval pod trubkovými kotly v kotelně.
V roce 1918 na příkaz ministerstva vojenství se zde vyráběla čpavková voda pro továrnu na síran amonný. V roce 1924 firma Dr. Otto & Corp., Dahlhausen, postavila továrnu na benzol s parním turbínovým odsavačem plynu soustavy Jaeger a v továrně na síran amonný, odpařovač soustavy Koeppers o výkonu 200 m³ čpavkové vody za hodinu. Mimo koks se vyráběla čpavková voda, síran amonný, dehet, smola a benzol. Vyrobený benzol se mimo jiné používal v závodních důlních lokomotivách.
V roce 1946 pro zastaralé zařízení byla koksovna zrušena.

## Po zrušení dolu
Stavební objekty byly po zrušení dolu Václav z větší části využívány ke komerčním účelům. V roce 1969 zde byly zřízeny provozovny podniku KAVOZ. Z původních staveb byla snaha dochovat kotelnu s komínem, strojovnu a správní budovu. Objekty byly v roce 1996 prohlášeny kulturní památkou, ministerstvem kultury ČR bylo rozhodnutí revidováno a částečně v roce 2010 prohlášení zrušeno. Kulturní památkou je nyní pouze správní budova. Budova strojovny u zasypané jámy č. 1 je využívána právnickou osobou ke komerčním účelům.

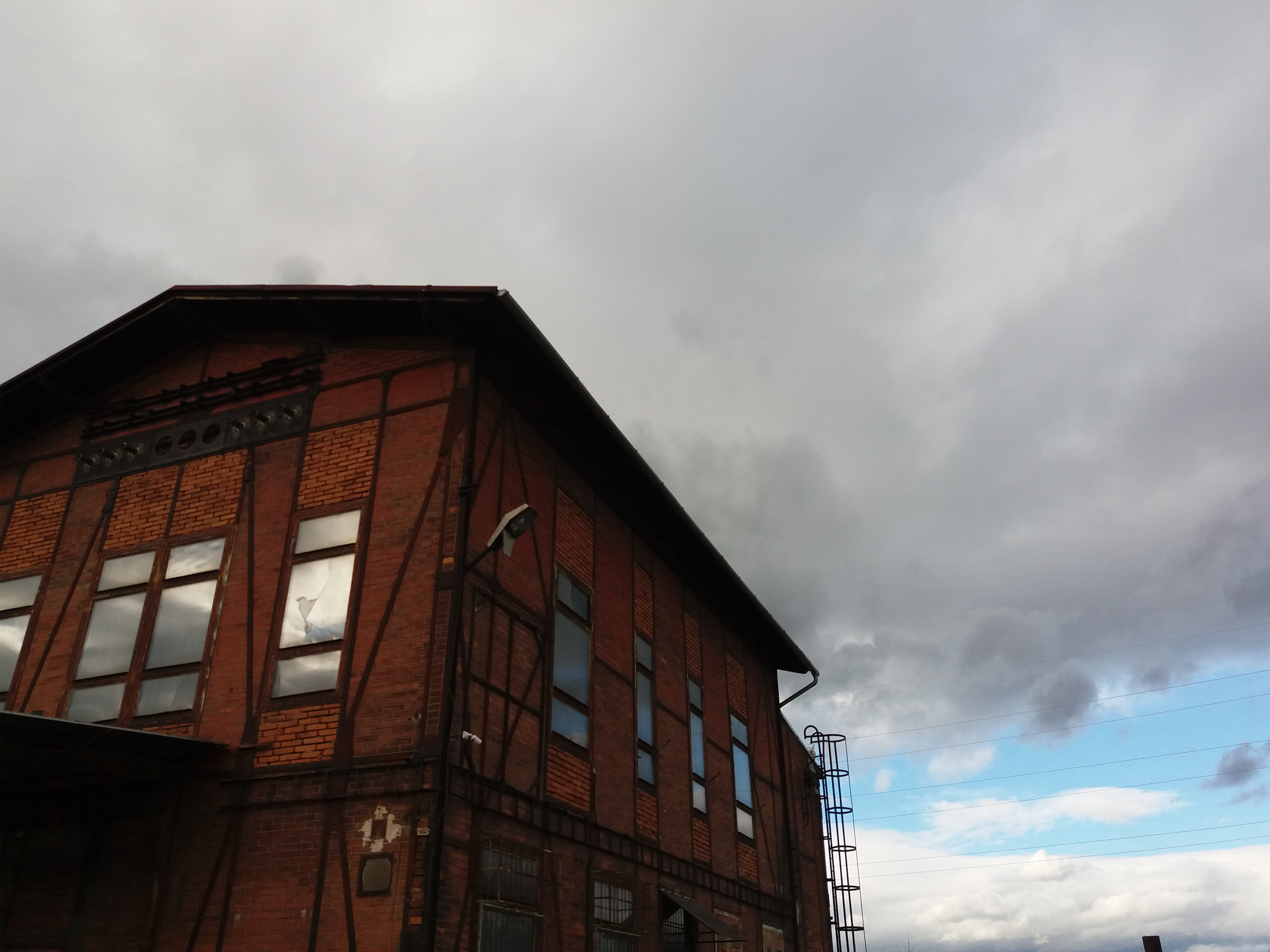
Strojovna z hrázděného zdiva (ocelová konstrukce vyzděná cihlami)

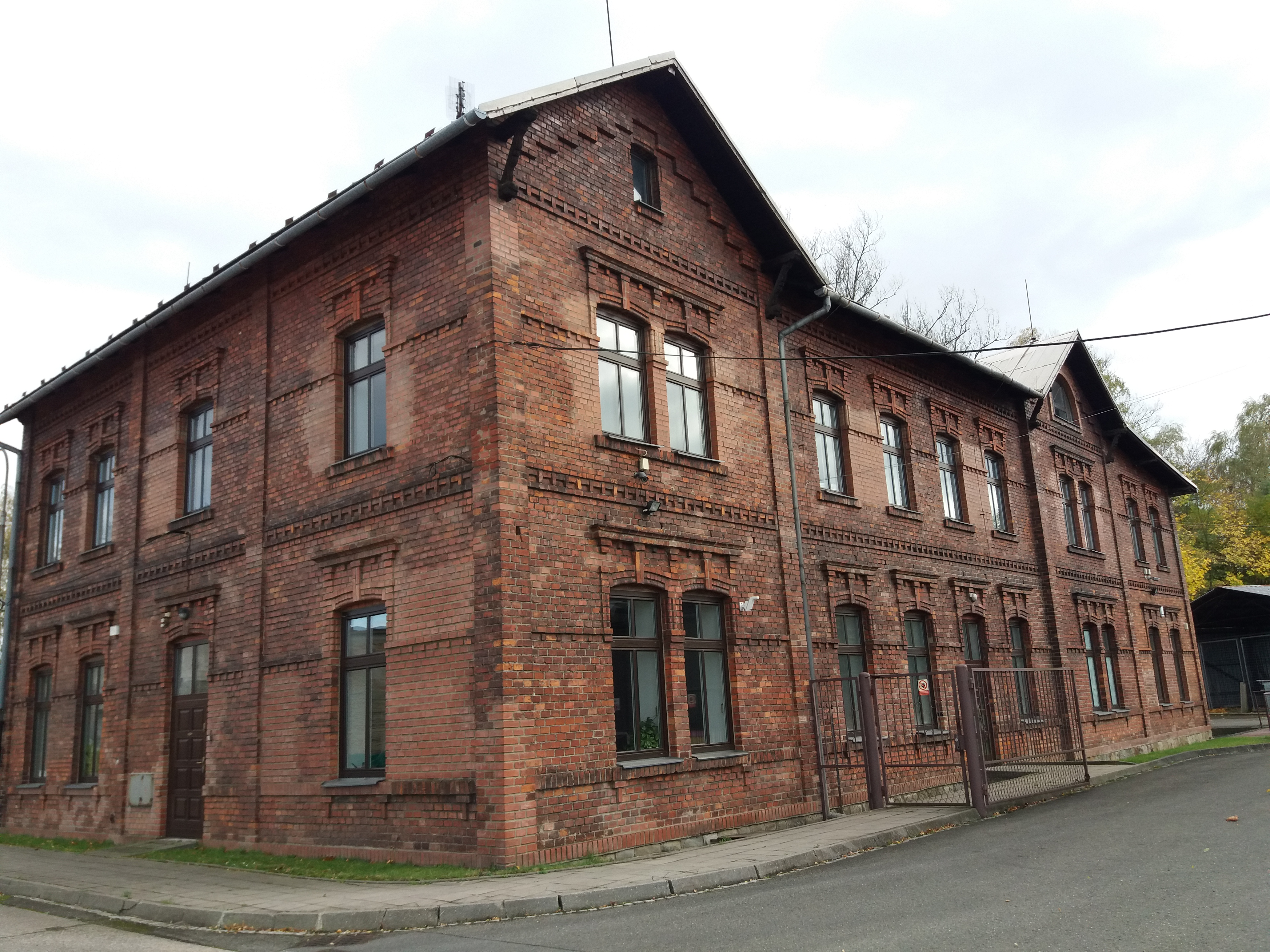
Správní budova v roce 2023

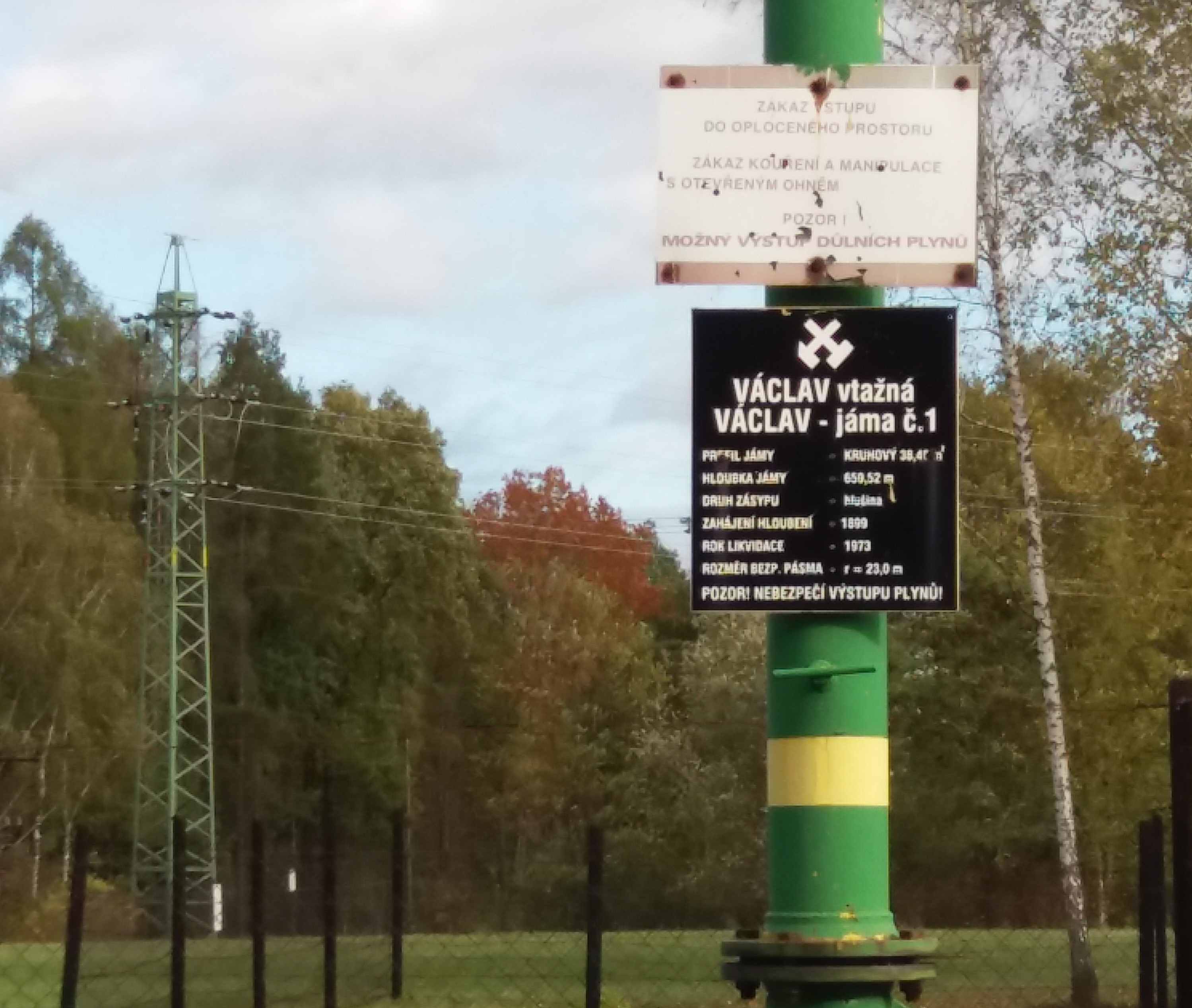
Zasypaná jáma č. 1

### Těžba uhlí
Za dobu svého trvání Důl Václav (Alpineschacht) dobýval uhlí ze slojí v porubských a jakloveckých vrstvách ostravského souvrství z hloubky cca 580 m . Nejvyšší těžba byla v době okupace v letech 1940-44 a potom v letech 1958–1966. Uhlí bylo dobýváno z polostrmých (šikmých) a strmých slojí o dobývací mocnosti 0,6 – 5 m. Nejbohatší byla východní část se strmě uloženými slojemi v partiích orlovské vrásy. Způsob těžby byl stěnování a piliřování se zakládkou nebo na zával . K dispozici v roce 1927 mimo jiné byly dva pojízdné řetězové šramací stroje firmy Mavor & Coulson-Universal a Eickhoff a 24 sloupových šramaček typu Demag-Duisburg, Flottmann a Vítkovice.

### Údaje o dolu Alpine / Václav
| Název                 | druh jámy | založení | hloubka jámy [m] | likvidace | těžba        | vytěženo [t] | dobývací pole [ha] | počet pater |
| --------------------- | --------- | -------- | ---------------- | --------- | ------------ | ------------ | ------------------ | ----------- |
| Václav 1              | výdušná   | 1899     | 659,5            | 1973      |              |              |                    | 6           |
| Václav 2              | těžní     | 1903     | 590,3            | 1973      | 1903 až 1967 | 16 milionů   | 473,7              | 6           |
| Větní vrt VPV 1       | větrání   | 1962     | 241,0            | 1963      |              |              |                    |             |
| Eleonora 3 / Václav 3 | větrní    | 1925     | 582,1            | 1998      |              |              |                    |             |

### Ubytování
Pro ubytování havířů postavil důl v dělnických koloniích v letech 1900 – 1921 celkem 36 domů.